# Chris Marustik
Christopher "Chris" Marustik (10. august 1961 - 12. august 2015) var en walisisk fodboldspiller (midtbane).
Marustik tilbragte hele sin aktive karriere i hjemlandet, hvor han blandt andet spillede for begge de to store walisiske klubber i det engelske ligasystem, Swansea og Cardiff. For Wales' landshold spillede Marustik desuden seks kampe, som alle faldt i 1982.